# 佐藤三郎 (运动员)
佐藤三郎（日语：／ Satō Saburō，1960年12月18日—），日本男子帆船运动员。他曾代表日本参加1986年和1990年亚洲运动会帆船比赛，获得一枚银牌和一枚铜牌。他也曾参加1984年和1988年夏季奥林匹克运动会。